# Sonderaktion Krakau

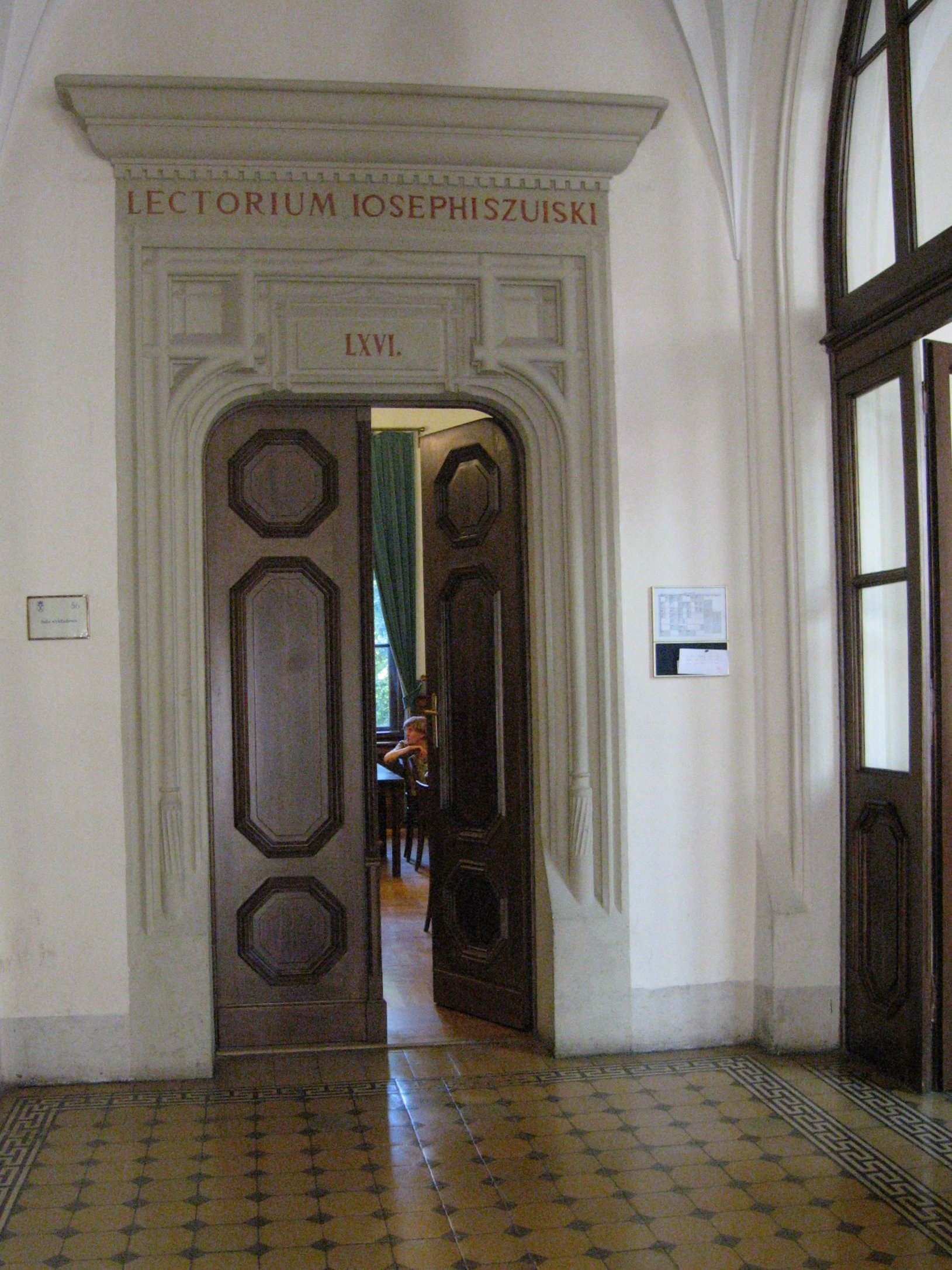
Sala 56, w której aresztowano profesorów podczas „Sonderaktion Krakau”

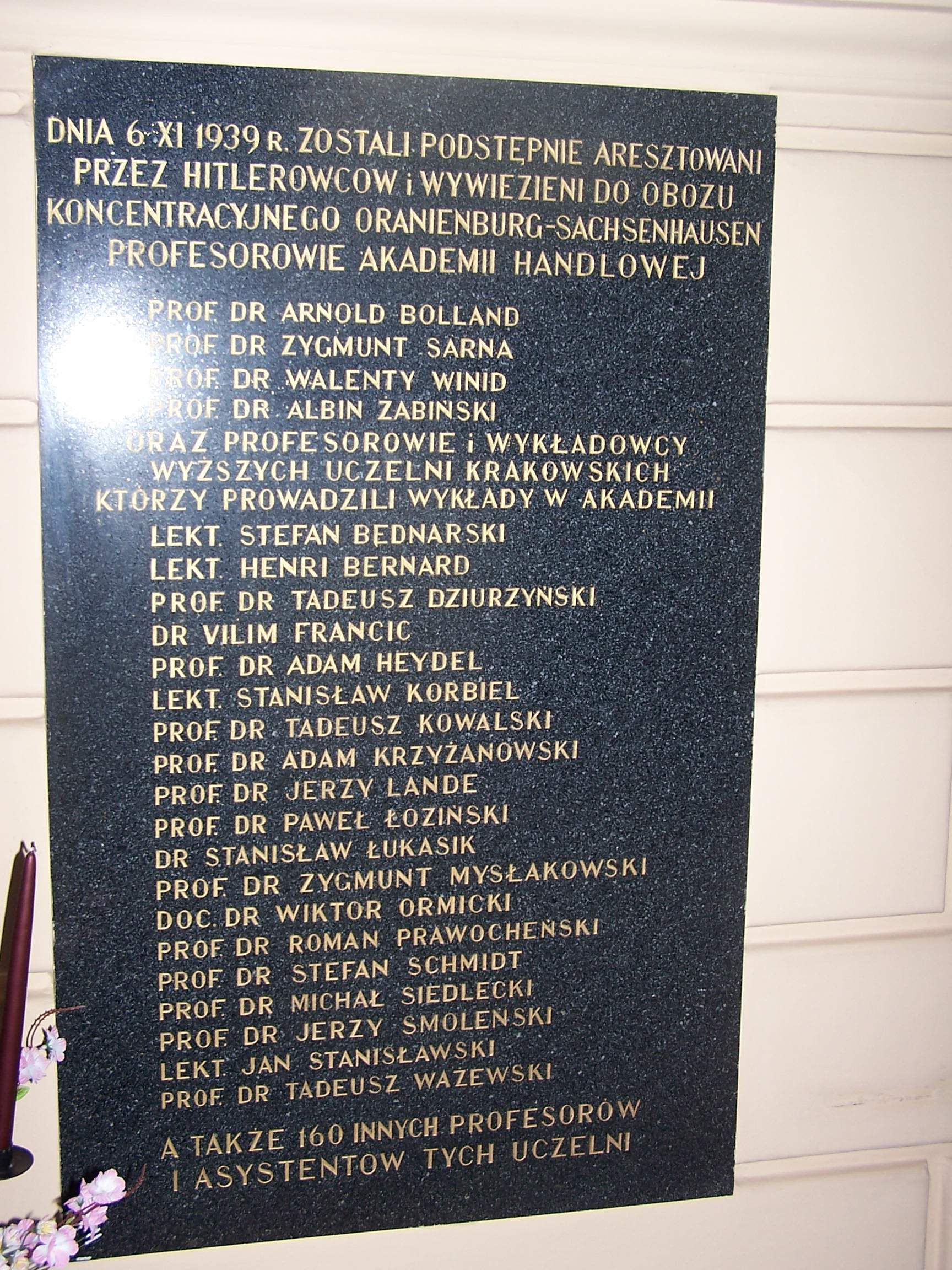
Tablica pamiątkowa wywiezienia profesorow Akademii Ekonomicznej w Krakowie

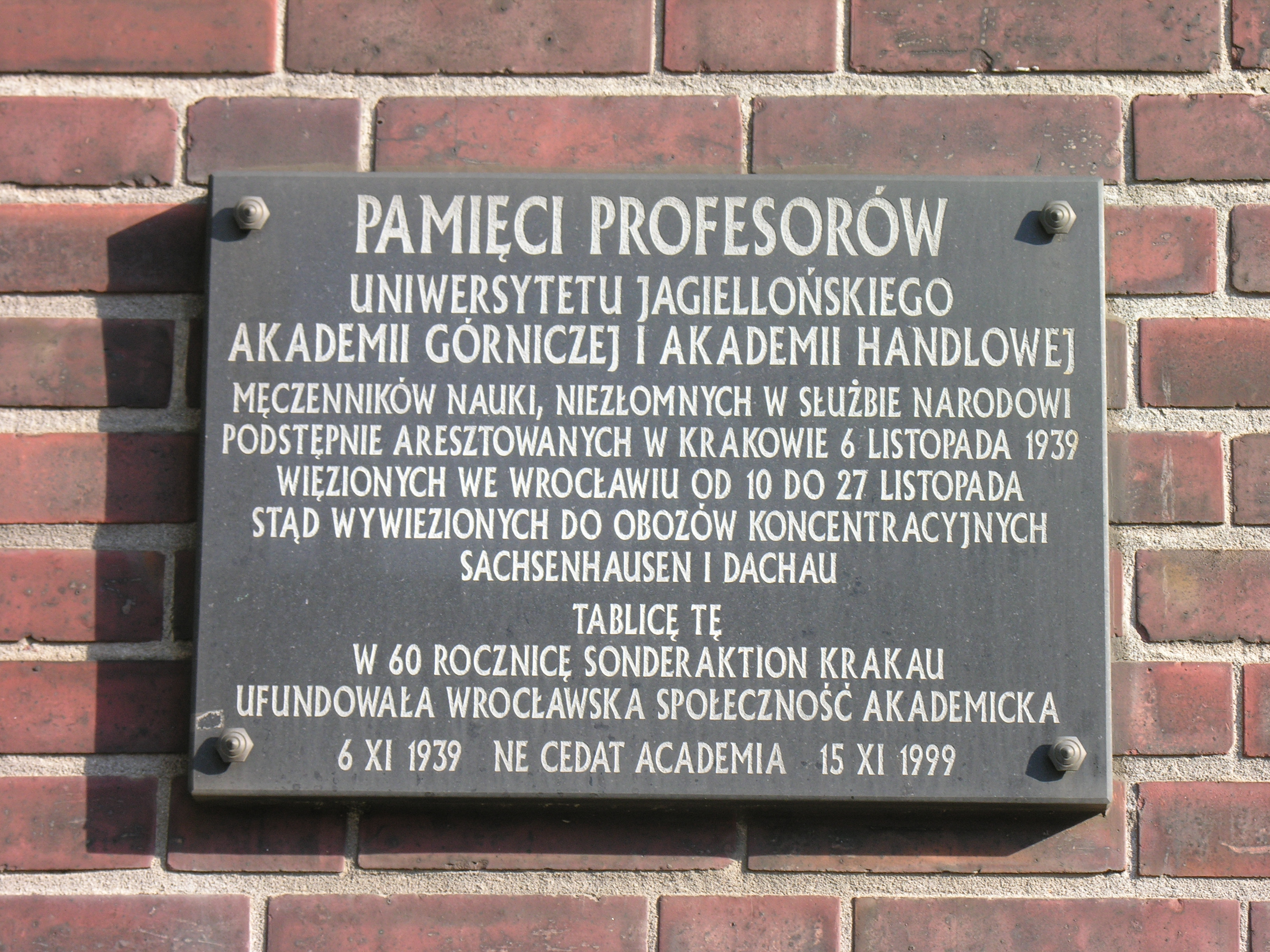
Tablica pamiątkowa we Wrocławiu

Sonderaktion Krakau – niemiecka akcja pacyfikacyjna skierowana przeciwko polskiemu środowisku naukowemu, przeprowadzona 6 listopada 1939 w Krakowie. Polegała na aresztowaniu przez Niemców 184 osób, głównie profesorów i wykładowców Uniwersytetu Jagiellońskiego, a także  Akademii Górniczej. Większość została następnie uwięziona w obozie koncentracyjnym w Sachsenhausen do 8 lutego 1940, a część była więziona jeszcze po tej dacie. Co najmniej 20 spośród aresztowanych osób zmarło na skutek ciężkich warunków obozowych lub zostało zamordowanych.

## Terminologia
W polskiej literaturze historycznej określenie Sonderaktion Krakau (z niem. „akcja specjalna Kraków”) zaczęło funkcjonować w latach 60. XX wieku. Kryptonim taki nie występuje w jakimkolwiek oficjalnym dokumencie nazistowskim. Według relacji Jana Gwiazdomorskiego, kryptonim ten został podany uwięzionym w obozie koncentracyjnym w Sachsenhausem jako wyjaśnienie, jakiego mieli udzielać na pytania o przyczyny uwięzienia. Na kartach uwięzienia uczonych jako powód wpisywano „akcję przeciwko profesorom uniwersyteckim” (niem. Aktion gegen Univ. Professoren). Była to akcja realizowana przez Einsatzgruppe I – grupę operacyjną Sicherheitspolizei.

## Przebieg akcji
Wkrótce po rozpoczęciu okupacji niemieckiej ziem polskich, 19 października 1939 senat Uniwersytetu Jagiellońskiego postanowił wobec zakończenia działań wojennych otworzyć uniwersytet w roku akademickim 1939/40 i do 4 listopada 1939 przyjmować wpisy chętnych. O decyzji tej powiadomiono niemieckie władze okupacyjne, które nie wyrażały oficjalnie sprzeciwu. 4 listopada odbyło się nabożeństwo inauguracyjne w kościele św. Anny. Rozpoczęcie roku akademickiego planowano na 6 listopada, następnie przełożono je na 13 listopada 1939 z uwagi na chęć uniknięcia ewentualnych demonstracji w Święto Niepodległości 11 listopada.
Rektor Uniwersytetu Jagiellońskiego profesor Tadeusz Lehr-Spławiński na mającym miejsce 3 listopada 1939 spotkaniu z dowódcą 2. oddziału operacyjnego I grupy operacyjnej (Einsatzkommando 2/I) SS-Sturmbannführerem Brunonem Müllerem otrzymał polecenie zarządzenia na 6 listopada ogólnego zebrania wykładowców do wysłuchania odczytu o niemieckim punkcie widzenia na sprawy nauki i szkoły wyższe.
Zebranie odbyło się w sali wykładowej nr 66 im. Mikołaja Kopernika (obecnie sala nr 56 im. J. Szujskiego) Collegium Novum o godz. 12. Większość wykładowców zdecydowała się przybyć, żeby nie demonstrować niechętnego stosunku wobec władz okupacyjnych; niektórzy nawet w tym celu musieli przedostać się przez kordon niemieckiej policji, która w międzyczasie otoczyła  gmach i nikogo nie przepuszczała. Przybyły na zebranie w asyście policji Müller zamiast wyjaśnień wygłosił krótkie oświadczenie:

Die hiesige Universität hat ihr Schuljahr begonnen, ohne vorher die Einwilligung der deutschen Behörden eingeholt zu haben. Das ist eine Böswilligkeit. Nebst dem ist es allgemein bekannt, dass die Lehrer stets gegenüber der deutschen Wissenschaft feindlich gesinnt waren. Dies sind die Gründe, weshalb sie Alle – mit Ausnahme der drei anwesenden Frauen [!] – in ein Konzentrationslager werden abgeführt werden. Jedwede Diskussion oder auch nur Äusserung hierüber ist ausgeschlossen. Wer einen Widerstand gegen die Ausführug meines Befehles wagen würde, wird niedergeschossen.

Tutejszy uniwersytet rozpoczął rok akademicki bez wcześniejszego uzyskania zgody władz niemieckich. Jest to wyraz złej woli. Ponadto jest powszechnie wiadomo, że nauczyciele zawsze byli wrogo nastawieni do niemieckiej nauki. W związku z tym, wszyscy, poza trzema obecnymi kobietami (!), zostaną wywiezieni do obozu koncentracyjnego. Jakakolwiek dyskusja a nawet wypowiedzi na ten temat są wykluczone. Kto odważy się na opór wobec wykonania mojego rozkazu, zostanie zastrzelony.

Pomimo takiej groźby profesor Stanisław Estreicher próbował wypowiedzieć się, ale nie został dopuszczony do głosu, a rektora Lehra-Spławińskiego uciszono stwierdzeniem, że to on będzie aresztowany jako pierwszy. Aresztowanych traktowano obcesowo: popychano, potrącano kolbami karabinów, niektórych bito. Oprócz zgromadzonych wykładowców UJ, aresztowano także część innych osób przypadkowo napotkanych przez Niemców w gmachu uniwersytetu, a także profesorów Akademii Górniczej odbywających tam zebranie, mimo że Akademia Górnicza nie miała zostać otwarta, a jej gmach został zajęty przez Niemców. Zgodnie z zapowiedzią zwolniono do domu dwie kobiety – obecne na sali: profesor Helenę Willman-Grabowską i profesor Jadwigę Wołoszyńską. Po opuszczeniu terenu uniwersytetu powiadomiły one rodziny zebranych o dokonanych aresztowaniach.
Łącznie w ramach akcji aresztowano na uczelni 183 osoby, w tym z:
- Uniwersytetu Jagiellońskiego – 144 osoby, w tym 75 profesorów (w tym 6 honorowych i 1 emerytowany)[8]
  - Wydział Teologiczny UJ: Józef Archutowski, Antoni Bystrzonowski, Tadeusz Glemma, Józef Kaczmarczyk, Tadeusz Albin Kruszyński, Jan Krzemieniecki, Konstanty Michalski, Marian Michalski, Jan Salamucha i Władysław Wicher
  - Wydział Prawa UJ: Tadeusz Dziurzyński, Stanisław Estreicher, Jan Gwiazdomorski, Adam Heydel, Józef Hołda, Adam Krzyżanowski, Stanisław Kutrzeba, Jerzy Lande, Bogusław Leśnodorski, Zygmunt Sarna, Maciej Starzewski, Władysław Wolter i Fryderyk Zoll
  - Wydział Lekarski UJ: Eugeniusz Brzezicki, Stanisław Ciechanowski, Jerzy Drozdowski, Józef Hano, Kazimierz Kostanecki, Józef Kostrzewski, Ksawery Lewkowicz, Kazimierz Majewski, Stanisław Maziarski, Jan Miodoński, Aleksander Oszacki, Zdzisław Przybyłkiewicz, Jan Robel, Ludwik Sieppel, Stanisław Skowron, Bronisław Stępowski, Janusz Supniewski, Władysław Szumowski, Tadeusz Tempka, Leon Tochowicz, Leon Wachholz, Franciszek Walter i January Zubrzycki.
  - Wydział Rolniczy UJ: Edward Chodzicki, Franciszek Hendzel, Juliusz Jakóbiec, Anatol Listowski, Paweł Łoziński, Teodor Marchlewski, Kazimierz Piech, Roman Prawocheński, Feliks Rogoziński, Adam Rożański, Stefan Schmidt, Karol Starmach i Jan Włodek.
  - Wydział Filozoficzny UJ: Tadeusz Banachiewicz, Henryk Batowski, Stefan Bednarski, Henryk Ludwik Bernard, Adam Bielecki, Aleksander Birkenmajer, Mieczysław Brożek, Kazimierz Bulas, Ignacy Chrzanowski, Jan Dąbrowski, Dobiesław Doborzyński, Kazimierz Dobrowolski, Tadeusz Dobrowolski, Karol Dziewoński, Tadeusz Estreicher, Vilim Frančić, Józef Fudakowski, Tadeusz Garbowski (emerytowany), Marek Gatty-Kostyal, Antoni Gaweł, Stanisław Gąsiorowski, Józef Gołąb, Franciszek Górski, Zygmunt Grodziński, Seweryn Hammer, Jan Harajda, Stefan Harassek, Henryk Ferdynand Hoyer, Zdzisław Jachimecki, Stanisław Janik, Julian Kamecki, Bogdan Kamieński, Ludwik Kamykowski, Adam Kleczkowski, Aleksander Kocwa, Stefan Kołaczkowski, Stefan Komornicki, Władysław Konopczyński, Stanisław Korbel, Tadeusz Jan Kowalski, Jan Kozak, Tadeusz Lehr-Spławiński, Franciszek Leja, Kazimierz Lepszy, Stanisław Leszczycki, Stanisław Łukasik, Stanisław Malaga, Mieczysław Małecki, Joachim Metallmann, Sylwiusz Mikucki, Józef Mikulski, Tadeusz Milewski, Jan Moszew, Zygmunt Mysłakowski, Kazimierz Nitsch, Jan Nowak, Wiktor Ormicki, Arkadiusz Piekara, Stanisław Pigoń, Ludwik Piotrowicz, Kazimierz Piwarski, Władysław Semkowicz, Michał Siedlecki, Stanisław Skimina, Jerzy Smoleński, Jan Stanisławski, Leon Sternbach, Kazimierz Stołyhwo, Antoni Swaryczewski, Stanisław Szczotka, Tadeusz Szydłowski, Stanisław Turski, Stanisław Urbańczyk, Tadeusz Ważewski, Antoni Wilk, Witold Wilkosz, Roman Wojtusiak, Józef Wolski, Jan Wojciech Zabłocki, Longin Tadeusz Zawadzki i Jan Ziłyński
  - 2 pracowników administracji UJ: Franciszek Mikulski, Włodzimierz Ottman
  - 3 studenci: Janusz Maria Borkowski, Lech Wojciech Haydukiewicz, Czesław Piętka (kleryk)[7]
- Akademii Górniczej: 21 – Zygmunt Bielski-Saryusz, Andrzej Bolewski, Witold Budryk, Edmund Chromiński, Stefan Czarnocki, Iwan Feszczenko-Czopiwski, Mikołaj Czyżewski, Roman Dawidowski, Stanisław Gołąb, Antoni Hoborski, Stanisław Jaskólski, Mieczysław Jeżewski, Aleksander Krupkowski, Adam Ludkiewicz, Antoni Meyer, Wilhelm Staronka, Izydor Stella-Sawicki, Jan Studniarski, Władysław Takliński, Edward Windakiewicz, Feliks Zalewski
- Akademii Handlowej: 3 – Arnold Bolland, Walenty Winid i Albin Żabiński.
- Uniwersytetu Stefana Batorego w Wilnie: 1 – Franciszek Bossowski (miał wykładać na UJ)[7]
- Katolickiego Uniwersytetu Lubelskiego: 1 – Witold Krzyżanowski
- szkół średnich: 6 – Tadeusz Biliński, Józef Dadak, Wincenty Majcher, Stanisław Majewicz, ks. Józef Nodzyński i Jan Zerndt

Ponadto aresztowano w tej liczbie 6 przypadkowych osób. Byli to: inż. elektryk Kazimierz Pazdro, dr filozofii Ludwik Ręgorowicz (były naczelnik wydziału Ministerstwa Oświaty), mgr praw Zygmunt Antoni Starachowicz, mgr filozofii Jan Stępień, emerytowany sędzia dr Adam Zechenter oraz nieznany z imienia Jachimowicz, przypadkowy przechodzień.
Aresztowania uniknęli m.in. obecny na sali bp Michał Godlewski z Wydziału Teologicznego, który krótko przed rozpoczęciem wykładu udał się do toalety, w której następnie ukrywał się do zakończenia akcji, a także Andrzej Mycielski, który przybył na miejsce z opóźnieniem, gdy trwały już aresztowania pozostałych uczestników.
Równocześnie z naukowcami został aresztowany po południu w domu prezydent Krakowa Stanisław Klimecki, który następnie dzielił losy aresztowanych aż do zwolnienia z obozu 8 lutego 1940.
Osadzono ich najpierw w więzieniu na Montelupich, rano nastąpiła zmiana miejsca zakwaterowania. Około dziewiątej załadowano transport i przeniesiono aresztowanych do koszar 20 Pułku Piechoty na ulicy Mazowieckiej (obecnie koszary 16 Batalionu Powietrznodesantowego przy ulicy Wrocławskiej). W tym czasie zwolniono 11 osób, w tym Fryderyka Zolla i Jana Dąbrowskiego. Pozostali zostali natomiast 9 listopada 1939 wywiezieni do więzienia we Wrocławiu, a stamtąd 28 listopada 1939, do obozu koncentracyjnego w Sachsenhausen.

## Osadzenie w obozie koncentracyjnym
W obozie koncentracyjnym aresztowani zostali przydzieleni do bloków 45 i 46. Główną formą udręczenia fizycznego więźniów w obozie były odbywające się trzy razy dziennie apele pod gołym niebem, na mrozie i śniegu, przy braku ciepłej odzieży i niewystarczającym wyżywieniu. Zimno panowało również w barakach. Więźniowie poddawani byli poniżającemu traktowaniu, mogli być bici bez powodów lub zmuszani do wyczerpującego wysiłku fizycznego przez esesmanów. Więźniowie niekierowani do pracy przymusowej (do których zaliczała się grupa krakowskich naukowców), przez część pobytu w obozie musieli stać w swoich barakach w godzinach pracy. Zimno i niedożywienie sprzyjały chorobom, zwłaszcza objawiającym się biegunką, przy iluzorycznej opiece medycznej. Wśród zatrzymanych byli też wiekowi, schorowani i emerytowani naukowcy, co w warunkach obozu koncentracyjnego doprowadzało do znacznego pogorszenia stanu zdrowia i przyśpieszonej śmierci. Pierwszą ofiarą śmiertelną akcji był profesor Akademii Górniczej Antoni Meyer, który zmarł 24 grudnia 1939. Cztery dni później zmarł były rektor UJ Stanisław Estreicher. W następnych tygodniach zmarli: lektor jęz. rosyjskiego Stefan Bednarski, geograf Jerzy Smoleński, emerytowany profesor Tadeusz Garbowski, zoologowie Michał Siedlecki i Feliks Rogoziński, anatom Kazimierz Kostanecki, historyk literatury Ignacy Chrzanowski, inżynierowie Adam Rożański i Władysław Takliński, matematyk Antoni Hoborski (po formalnym zwolnieniu).
Aresztowanie krakowskich profesorów wywołało międzynarodowe oburzenie. W różnej formie, w tym kanałami dyplomatycznymi, zaprotestowały w tej sprawie 24 państwa oraz Watykan. Interwencje podjęły nawet rządy państw ideologicznie zbliżonych do III Rzeszy, tj. faszystowskich Włoch i frankistowskiej Hiszpanii. Na skutek zabiegów Luciany Frassati-Gawrońskiej sprawą zainteresował się osobiście Benito Mussolini. W konsekwencji w styczniu 1940 roku minister spraw zagranicznych Włoch Galeazzo Ciano polecił włoskiej ambasadzie w Berlinie podjąć interwencję u władz niemieckich ws. zwolnienia z obozu polskich naukowców, w tym zwłaszcza ks. prof. Konstantego Michalskiego.
Ostatecznie 8 lutego 1940 roku 101 uwięzionych zostało zwolnionych. Niektórzy z nich wycieńczeni warunkami obozowymi lub z powodu znacznego pogorszenia stanu zdrowia zmarli jednak w ciągu kilku tygodni po zwolnieniu (jak Antoni Wilk, Jan Nowak, Stefan Kołaczkowski, Jan Włodek, Franciszek Bossowski). Kilka osób zwolniono z Sachsenhausen do jesieni 1940 roku. Młodszych naukowców (urodzonych w 1900 roku lub później) 4 marca wywieziono do obozu koncentracyjnego Dachau, skąd również większość zwolniono do końca 1940 roku, a ostatniego Kazimierza Piwarskiego pod koniec 1941 roku. Niektórzy z naukowców zostali zamordowani jako Żydzi (Leon Sternbach, Wiktor Ormicki, Joachim Metallmann).
W dniu 26 listopada 1997 roku w Krakowie powstało stowarzyszenie NE CEDAT ACADEMIA które stawia sobie za cel kultywowanie pamięci o tym wydarzeniu.